# 冼勁
冼勁，東晉南海郡人，世代為武官。他任廣州參軍時，海寇盧循（曾任廣州刺史、平越中郎將）攻城，城破後，他被抓獲，大罵盧循，被害。義熙年間（405年－419年），追贈為始興太守、曲江縣侯。